# Behnám Eszhág Ehszánpór
Behnám Eszhág Ehszánpór (perzsa nyelven: بهنام احسان‌پور) (1992. február 16. –) iráni szabadfogású birkózó. A 2019-es birkózó-világbajnokságon bronzéremt nyert a 61 kg-os súlycsoportban, szabadfogásban. A birkózó Ázsia-bajnokságon 2019-ben és 2017-ben is aranyérmes lett 61 kg-os súlycsoportban. A 2016-os és a 2015-ös birkózó Ázsia-bajnokságon ezüstérmet szerzett 61 kg-os súlycsoportban.

## Sportpályafutása
A 2019-es birkózó-világbajnokságon a bronzmérkőzés során az üzbég Abbosz Rahmonov volt ellenfele, akit 16–0-ra legyőzött.